# Olympia (casa de espetáculos)
Olympia foi uma casa de shows na cidade de São Paulo, localizada no bairro da Lapa, na Rua Clélia, onde funcionou anteriormente (de 1950 a 1988) o Cine Nacional.
O seu proprietário era Alejandro F. Figueroa, de origem espanhola, e antigo dono de salas como o Scala no Rio de Janeiro, Paladium, as discoteques Zoom, entre outros empreendimentos. Criou na Capital Paulista a melhor casa de shows na época[carece de fontes?] e foi um referência no Brasil.
Olympia funcionou entre os anos de 1988 e 2006 e teve o seu auge na década de 1990.
No local, que possuía capacidade para cerca de 5 mil pessoas, apresentaram-se algumas das mais importantes atrações do Brasil e do mundo, como Yes, Rick Wakeman, David Bowie, Deep Purple, Fish, Ramones, Eric Clapton, B.B. King, Roberto Carlos, Milton Nascimento, Titãs, Megadeth, Anthrax, Pantera, Sepultura, Joe Satriani, Depeche Mode, Christina Aguilera, entre outros.
No início dos anos 2000 foi palco de diversas gravações de DVD de artistas das mais variadas vertentes como KLB (O Maior Show Pop Do Brasil, 2002), Fábio Júnior (Fábio Jr. Ao Vivo, 2003), Roupa Nova (RoupaAcústico, 2004), Bruno & Marrone (Bruno & Marrone Ao Vivo, 2004), Os Paralamas do Sucesso (Uns Dias Ao Vivo, 2004), Banda Calypso (Ao Vivo, 2005), Frank Aguiar (Ao Vivo, 2005), Demônios da Garoa (Demônios da Garoa Ao Vivo, 2005), entre outros.
No espaço onde funcionava a casa de shows, atualmente há uma igreja, onde fica a sede da Igreja Bola de Neve.

## Shows internacionais
| Artista/Banda                  | Data                                                | Turnê/Evento                                            |
| ------------------------------ | --------------------------------------------------- | ------------------------------------------------------- |
| Roberta Flack                  | 22 e 23 de julho de 1988                            | Inauguração do Olympia                                  |
| Robert Cray                    | 25, 26 e 27 de julho de 1988                        |                                                         |
| B.B. King                      | 24, 25 e 26 de novembro de 1988                     |                                                         |
| New Order                      | 30 de novembro de 1988                              |                                                         |
| Rod Stewart                    | 28 e 29 de março de 1989                            | Turnê do álbum Out of Order                             |
| Uriah Heep                     | 7, 8 e 9 de julho de 1989                           | Turnê do álbum Raging Silence                           |
| Jethro Tull                    | 10 e 11 de setembro de 1990                         | Turnê do álbum Rock Island                              |
| David Bowie                    | 25 de setembro de 1990                              | Sound And Vision Tour                                   |
| Eric Clapton                   | 19, 20 e 21 de outubro de 1990                      | Turnê do álbum Journeyman                               |
| Johnny Rivers                  | 8, 9, 10 e 11 de novembro de 1990                   |                                                         |
| Carole King                    | 30 de novembro e 1 e 2 de dezembro de 1990          |                                                         |
| Aswad                          | 3 e 4 de abril de 1991                              |                                                         |
| Vanilla Ice                    | 8, 9 e 10 de agosto de 1991                         |                                                         |
| Deep Purple                    | 20 e 21 de agosto de 1991                           | Turnê do álbum Slaves and Masters                       |
| Faith no More                  | 18, 19, 24 e 25 de setembro de 1991                 | Turnê do álbum The Real Thing                           |
| Ian Gillan                     | 5 e 6 de maio de 1992                               | Turnê do álbum Toolbox                                  |
| Black Sabbath                  | 23 e 24 de junho de 1992                            | Turnê do álbum Dehumanizer                              |
| Ramones                        | 22 de setembro de 1992                              | Turnê do álbum Mondo Bizarro                            |
| Marillion                      | 5 e 6 de outubro de 1992                            | Turnê do álbum A Singles Collection                     |
| Motorhead                      | 21 e 22 de outubro de 1992                          | Turnê do álbum March ör Die                             |
| Willie Nelson                  | 11, 12 e 13 de dezembro de 1992                     |                                                         |
| Midnight Oil                   | 15, 16 e 17 de março de 1993                        | Turnê de pré-lançamento do álbum Earth and Sun and Moon |
| Anthrax                        | 15 e 16 de junho de 1993                            | Turnê do álbum Sound of White Noise                     |
| Air Supply                     | 25 e 26 de junho de 1993 26 e 27 de outubro de 1993 | Turnê do álbum The Vanishing Race                       |
| Rick Wakeman e Adam Wakeman    | 27 e 28 de agosto de 1993                           | Turnê do álbum Wakeman With Wakeman                     |
| Soul II Soul                   | 22 de setembro de 1993                              |                                                         |
| Peter Gabriel                  | 6 de outubro de 1993                                | Turnê do álbum Us                                       |
| Ziggy Marley e Inner Circle    | 4, 5 e 6 de novembro de 1993                        |                                                         |
| Pantera                        | 7 e 8 de dezembro de 1993                           | Turnê South America '93                                 |
| Whitney Houston                | 18 de janeiro de 1994                               | Turnê The Bodyguard Tour                                |
| Helmet                         | 24 de janeiro de 1994                               |                                                         |
| Fight                          | 16 e 17 de março de 1994                            | Turnê do álbum War of Words                             |
| Sting e James Taylor           | 20 de março de 1994                                 | Turnê do álbum Ten Summoner's Tales                     |
| Scorpions                      | 29 e 30 de março de 1994                            | Turnê do álbum Face The Heat                            |
| Depeche Mode                   | 4 e 5 de abril de 1994                              | Exotic Tour                                             |
| Ramones                        | 10, 11 e 12 de maio de 1994                         | Turnê do álbum Acid Eaters                              |
| Yellowman                      | 6 e 7 de junho de 1994                              |                                                         |
| Tony Bennett                   | 14 de junho de 1994                                 |                                                         |
| Steel Pulse                    | 25, 26 e 27 de julho de 1994                        |                                                         |
| Julian Marley                  | 23 de agosto de 1994                                |                                                         |
| UB40                           | 6, 7 e 8 de setembro de 1994                        | Turnê do álbum Promises and Lies                        |
| Yes                            | 15 e 16 de setembro de 1994                         | Turnê do álbum Talk                                     |
| Cyndi Lauper                   | 1 de novembro de 1994                               | Turnê do álbum Twelve Deadly Cyns... And Then Some      |
| Rata Blanca                    | 7 de novembro de 1994                               | Turnê do álbum Entre El Cielo Y El Infierno             |
| Andrew Tosh                    | 9 e 10 de novembro de 1994                          |                                                         |
| Pet Shop Boys                  | 5, 6, 7 e 12 de dezembro de 1994                    | Discovery Tour                                          |
| Megadeth e The Almighty        | 8 e 9 de dezembro de 1994                           | Turnê do álbum Youthanasia                              |
| Electric Light Orchestra       | 10 de dezembro de 1994                              | Turnê do álbum Moment of Truth                          |
| Bruce Dickinson                | 15 e 16 de março de 1995                            | Turnê do álbum Balls to Picasso                         |
| The Cult                       | 21, 22 e 23 de março de 1995                        | Turnê do álbum The Cult                                 |
| Roxette                        | 27 e 28 de março de 1995                            | Crash! Boom! Bang! Tour                                 |
| Bryan Ferry                    | 5, 6 e 7 de abril de 1995                           | Turnê do álbum Mamouna                                  |
| Beastie Boys                   | 18 e 19 de abril de 1995                            | Turnê do álbum Ill Communication                        |
| Pantera                        | 24 e 25 de abril de 1995                            | Turnê do álbum Far Beyond Driven                        |
| KC & The Sunshine Band         | 26 e 27 de abril de 1995                            |                                                         |
| Body Count                     | 16 de maio de 1995                                  | Turnê do álbum Born Dead                                |
| Siouxsie & The Banshees        | 22 e 24 de maio de 1995                             | Turnê do álbum The Rapture                              |
| Boy George                     | 6 e 7 de junho de 1995                              |                                                         |
| Danzig                         | 20 e 21 de junho de 1995                            | Turnê do álbum Danzig 4                                 |
| Hoodoo Gurus                   | 17 e 18 de julho de 1995                            | Turnê do álbum Crank                                    |
| Slash's Snakepit               | 25 de julho de 1995                                 | Turnê do álbum It's Five O'Clock Somewhere              |
| M People                       | 22 e 23 de agosto de 1995                           |                                                         |
| Cypress Hill                   | 29 de agosto de 1995                                |                                                         |
| Uriah Heep e Nazareth          | 12 e 13 de setembro de 1995                         |                                                         |
| Simple Minds                   | 21 de setembro de 1995                              | Turnê do álbum Good News from the Next World            |
| Gang Gajang                    | 17 de outubro de 1995                               |                                                         |
| The Rite Of Strings            | 3 e 4 de outubro de 1995                            |                                                         |
| Steve Vai                      | 20 e 21 de novembro de 1995                         | Turnê do álbum Alien Love Secrets                       |
| Peter Frampton                 | 27 e 28 de novembro de 1995                         | Turnê do álbum Frampton Comes Alive II                  |
| Buddy Guy                      | 29 e 30 de novembro de 1995                         |                                                         |
| Ramones                        | 11, 12 e 13 de março de 1996                        | Turnê do álbum Adios Amigos                             |
| Jethro Tull                    | 15, 16 e 17 de março de 1996                        | Turnê do álbum Roots to Branches                        |
| Santana                        | 18 e 19 de março de 1996                            | Turnê do box Dance of the Rainbow Serpent               |
| Spy vs. Spy                    | 16 e 17 de abril de 1996                            |                                                         |
| Yellowman                      | 22 de abril de 1996                                 |                                                         |
| Men at Work                    | 6, 7 e 8 de maio de 1996                            | Reunion Tour                                            |
| Joe Satriani                   | 21, 22 e 23 de maio de 1996                         | Turnê do álbum Joe Satriani                             |
| Tears For Fears                | 1, 2 e 3 de julho de 1996                           | Turnê do álbum Raoul and the Kings of Spain             |
| Ritchie Blackmore's Rainbow    | 5, 6 e 7 de julho de 1996                           | Turnê do álbum Stranger in Us All                       |
| Yngwie Malmsteen               | 6 e 7 de agosto de 1996                             | Turnê do álbum Inspiration                              |
| Dead Can Dance                 | 21 de agosto de 1996                                | Turnê do álbum Spiritchaser                             |
| Gang Gajang                    | 28 e 29 de agosto de 1996                           |                                                         |
| Chuck Berry                    | 26 de setembro de 1996                              |                                                         |
| Alanis Morissette              | 21 e 22 de outubro de 1996                          | Turnê do álbum Jagged Little Pill                       |
| Manowar                        | 15 e 16 de novembro de 1996                         | Turnê do álbum Louder Than Hell                         |
| Shakira                        | 3 e 4 de março de 1997                              | Turnê do álbum Pies Descalzos                           |
| Hoodoo Gurus                   | 11 e 12 de março de 1997                            | Australian Connection 97                                |
| Steve Vai                      | 10 e 13 de março de 1997                            | Turnê do álbum Fire Garden                              |
| Deep Purple                    | 18, 19 e 20 de março de 1997                        | Turnê do álbum Purpendicular                            |
| Alan Parsons                   | 14 e 15 de abril de 1997                            | Turnê do álbum On Air                                   |
| Def Leppard                    | 24 de abril de 1997                                 | Turnê do álbum Slang                                    |
| Coolio                         | 7 e 8 de maio de 1997                               |                                                         |
| Midnight Oil                   | 12, 13 e 14 de maio de 1997                         | Turnê do álbum Breathe                                  |
| Laura Pausini                  | 16, 17, 19 e 20 de maio de 1997                     |                                                         |
| Marillion                      | 20 e 21 de junho de 1997                            | Turnê do álbum This Strange Engine                      |
| Dick Dale                      | 6 de agosto de 1997                                 |                                                         |
| Offspring                      | 11 e 12 de agosto de 1997                           | Turnê do álbum Ixnay on the Hombre                      |
| Emerson, Lake & Palmer         | 18, 19 e 20 de agosto de 1997                       |                                                         |
| Marilyn Manson                 | 8 de setembro de 1997                               | Turnê do álbum Antichrist Superstar                     |
| Shakira                        | 13 de setembro de 1997                              | Turnê do álbum Pies Descalzos                           |
| Men at Work                    | 15 e 16 de setembro de 1997                         | Turnê do álbum Brazil'96                                |
| Lisa Stansfield                | 21, 24 e 25 de outubro de 1997                      |                                                         |
| Enrique Iglesias               | 22 de outubro de 1997                               |                                                         |
| Bush                           | 10 e 11 de novembro de 1997                         | Turnê do álbum Razorblade Suitcase                      |
| Steel Pulse e The Wailers      | 26 de novembro de 1997                              |                                                         |
| Yngwie Malmsteen               | 5 e 6 de maio de 1998                               | Turnê do álbum Facing the Animal                        |
| Yes                            | 7, 8 e 9 de maio de 1998                            | Turnê do álbum Open Your Eyes                           |
| Blind Guardian                 | 12 de agosto de 1998                                | Turnê do álbum Nightfall in Middle Earth                |
| The Smashing Pumpkins          | 16 de agosto de 1998                                | Turnê do álbum Adore                                    |
| Creedence Clearwater Revisited | 23, 24 e 29 de fevereiro de 1999                    |                                                         |
| Bad Religion                   | 9 e 10 de março de 1999                             | Turnê do álbum No Substance                             |
| Yes                            | 8 e 9 de setembro de 1999                           | Turnê do álbum The Ladder                               |
| James Brown                    | 12 de setembro de 1999                              |                                                         |
| Christina Aguilera             | 2 de março de 2000                                  |                                                         |
| Zucchero                       | 3 de março de 2000                                  |                                                         |
| Lou Bega                       | 21 e 22 de março de 2000                            |                                                         |
| Morrissey                      | 3 e 4 de abril de 2000                              | ¡Oye Esteban! Tour                                      |
| Steppenwolf                    | 12 e 13 de setembro de 2000                         |                                                         |
| Steve Vai                      | 1 e 2 de dezembro de 2000                           | Turnê do álbum The Ultra Zone                           |
| Mudhoney                       | 21 de fevereiro de 2001                             |                                                         |
| Camel                          | 28 de março de 2001                                 |                                                         |
| James Reyne                    | 11 de abril de 2001                                 |                                                         |
| Overkill                       | 16 de junho de 2001                                 |                                                         |
| Buzzcocks                      | 1 de julho de 2001                                  |                                                         |
| Live                           | 14 de agosto de 2001                                |                                                         |
| The Mission                    | 21 de abril de 2002                                 |                                                         |
| The Charlatans                 | 22 de abril de 2002                                 | Abril Pro Rock                                          |
| Magic Slim & The Teardrops     | 13 de junho de 2002                                 | Turnê do álbum Black Tornado                            |
| Hammerfall                     | 17 de maio de 2003                                  | Turnê do álbum Crimson Thunder                          |
| Stratovarius                   | 22 e 23 de agosto de 2003                           | Turnê do álbum Elements                                 |
| Primal Fear                    | 12 de junho de 2004                                 | Turnê do álbum Devil's Ground                           |
| Julian Marley                  | 10 de julho de 2004                                 |                                                         |
| Lacrimosa                      | 28 de julho de 2004                                 | Turnê do álbum Echos                                    |
| Children Of Bodom              | 10 de agosto de 2004                                | Turnê do álbum Hate Crew Deathroll                      |
| Colin Hay                      | 10 de novembro de 2004                              | Turnê do álbum Man @ Work                               |
| Fish                           | 11 de maio de 2005                                  |                                                         |
| Hammerfall                     | 4 de junho de 2005                                  | Turnê do álbum Chapter V: Unbent, Unbowed, Unbroken     |
| Stratovarius                   | 27 de agosto de 2005                                | Turnê do álbum Stratovarius                             |
| The Musical Box                | 7 e 8 de outubro de 2005                            |                                                         |
| Gamma Ray                      | 19 de novembro de 2005                              | Turnê do álbum Majestic                                 |

## Shows nacionais
| Artista/Banda                                 | Data                                       | Turnê/Evento                                             |
| --------------------------------------------- | ------------------------------------------ | -------------------------------------------------------- |
| Lulu Santos                                   | 19, 20, 21, 26, 27 e 28 de agosto de 1988  | Gravação do LP "Amor à Arte" (dias 26, 27 e 28)          |
| Os Paralamas do Sucesso                       | 21 e 22 de outubro de 1988                 | Turnê do álbum Bora Bora                                 |
| Os Paralamas do Sucesso                       | 16, 17, 18 e 19 de fevereiro de 1989       | Turnê do álbum Bora Bora                                 |
| Raul Seixas e Marcelo Nova                    | 02, 03 e 4 de junho de 1989                | Turnê do álbum Panela do Diabo                           |
| Ultraje a Rigor                               | 30 de junho e 01 e 2 de julho de 1989      | Turnê do álbum Crescendo                                 |
| Titãs                                         | 09, 10, 11 e 12 de novembro de 1989        | Turnê do álbum Õ Blésq Blom                              |
| Titãs                                         | 16, 17, 18 e 19 de novembro de 1989        | Turnê do álbum Õ Blésq Blom                              |
| Os Paralamas do Sucesso                       | 17 e 18 de março de 1990                   | Turnê do álbum Big Bang                                  |
| Os Paralamas do Sucesso                       | 21 e 22 de julho de 1990                   | Turnê do álbum Big Bang                                  |
| Cidade Negra                                  | 03 e 4 de abril de 1991                    | Abertura do show do Aswad                                |
| Sepultura                                     | 5 de agosto de 1992                        | Turnê do álbum Arise                                     |
| Barão Vermelho                                | 14, 15 e 16 de maio de 1993                | Turnê do álbum Supermercados da Vida                     |
| Titãs                                         | 17 de setembro de 1993                     | Turnê do álbum Titanomaquia                              |
| Sepultura                                     | 26 de abril de 1994                        | Turnê do álbum Chaos A.D.                                |
| Angra                                         | 6 de junho de 1994                         | Turnê do álbum Angels Cry                                |
| Dr. Sin, Raimundos, Angra e Pitbulls on Crack | 2 de julho de 1994                         | Festival Só Vai Dar Brasil                               |
| Blitz                                         | 29, 30 e 31 de julho de 1994               | Turnê A Nova Aventura da Blitz                           |
| Barão Vermelho                                | 30 de setembro e 01 e 2 de outubro de 1994 | Turnê do álbum Carne Crua                                |
| Xuxa                                          | 13 de outubro de 1994                      | Turnê Sexto Sentido                                      |
| The Cult                                      | 23 de março de 1995                        | Turnê do álbum The Cult (bode)                           |
| Os Paralamas do Sucesso                       | 05, 06, 07 e 08 outubro de 1995            | Turnê do álbum Vamo Batê Lata                            |
| Mamonas Assassinas                            | 04 e 5 de novembro de 1995                 | Turnê do álbum Mamonas Assassinas                        |
| Lulu Santos                                   | 12 de novembro de 1995                     | Gravação do VHS "Ao Vivo"                                |
| Titãs                                         | 26 e 27 de abril 1996                      | Turnê do álbum Domingo                                   |
| Skank                                         | 04, 05 e 6 de outubro de 1996              | Turnê do álbum O Samba Poconé                            |
| Sandy & Junior                                | 12 de outubro de 1996                      | Turnê Dig-Dig-Joy                                        |
| Sandy & Junior                                | 13 de outubro de 1996                      | Turnê Dig-Dig-Joy                                        |
| Sandy & Junior                                | 3 de julho de 1997                         | Turnê Dig-Dig-Joy                                        |
| Sandy & Junior                                | 4 de julho de 1997                         | Turnê Dig-Dig-Joy                                        |
| Sandy & Junior                                | 5 de julho de 1997                         | Turnê Dig-Dig-Joy                                        |
| Sandy & Junior                                | 6 de julho de 1997                         | Turnê Dig-Dig-Joy                                        |
| Sepultura e Ratos de Porão                    | 06 e 7 de novembro de 1996                 | Turnê do álbum Roots                                     |
| Raimundos                                     | 08, 09 e 10 de novembro de 1996            | Turnê do álbum Lavô Tá Novo                              |
| Chitãozinho & Xororó                          | 07, 08 e 9 de março de 1997                |                                                          |
| Só pra Contrariar                             | 12 de junho de 1997                        |                                                          |
| Gian & Giovani                                | 01 e 2 de agosto de 1997                   | Turnê do álbum Eu Busco Uma Estrela                      |
| Skank                                         | 08 e 9 de agosto de 1997                   | Turnê do álbum O Samba Poconé                            |
| Titãs                                         | 22 e 23 de agosto de 1997                  | Turnê do álbum Acústico MTV                              |
| Banda Eva                                     | 05 e 6 de setembro de 1997                 |                                                          |
| Sandy & Junior                                | setembro de 1998                           | Gravação do DVD "Era Uma Vez..."                         |
| Titãs                                         | 10, 11 e 12 de outubro de 1997             | Turnê do álbum Acústico MTV                              |
| Titãs                                         | 29, 30 e 31 de outubro de 1998             | Gravação do DVD "Volume Dois" (dias 30 e 31)             |
| Daniel                                        | 15 e 16 de outubro de 1997                 |                                                          |
| Angra                                         | 16 de novembro de 1998                     | Turnê do álbum Fireworks                                 |
| Skank                                         | 11 de dezembro de 1998                     | Turnê do álbum Siderado                                  |
| Zezé Di Camargo & Luciano                     | 19 de dezembro de 1998                     | Especial do SBT                                          |
| Exaltasamba                                   | 12 de abril de 1999                        |                                                          |
| Leonardo                                      | 25 e 26 de junho de 1999                   | Gravação do CD e DVD "Leonardo Ao Vivo"                  |
| Zeca Pagodinho                                | 21 e 22 de agosto de 1999                  |                                                          |
| Sandy & Júnior                                | 01, 02 e 3 de outubro de 1999              |                                                          |
| Zezé Di Camargo & Luciano                     | 25 de novembro de 1999                     |                                                          |
| Zezé Di Camargo & Luciano                     | 22 e 23 de fevereiro de 2000               | Gravação dos CDs "Ao Vivo"                               |
| Rionegro & Solimões                           | 31 de março e 1 de abril de 2000           | Gravação do DVD "Bate o Pé - Ao Vivo"                    |
| Chitãozinho & Xororó                          | 14, 15 e 16 de abril de 2000               | Turnê do álbum Alô                                       |
| Daniela Mercury                               | 01, 02 e 03 de junho de 2000               | Show Sol da Liberdade                                    |
| Sandy & Júnior                                | 17 de julho de 2000                        | Gravação do CD e DVD "Quatro Estações - Ao Vivo"         |
| Capital Inicial                               | 4 de agosto de 2000                        |                                                          |
| Skank                                         | 21 de agosto de 2000                       | Turnê do álbum Maquinarama                               |
| Zeca Pagodinho                                | 7 de dezembro de 2000                      |                                                          |
| Daniel                                        | 26 e 27 de abril de 2001                   | Gravação do DVD "Ao Vivo"                                |
| Mastruz com Leite                             | 9 de maio de 2001                          |                                                          |
| Raimundos                                     | 2 de junho de 2001                         | Turnê do álbum Só No Forevis                             |
| CPM22                                         | 1 de julho de 2001                         | Abertura do show do Buzzcocks                            |
| Capital Inicial, Ira! e CPM22                 | 19 de novembro de 2001                     |                                                          |
| Só pra Contrariar                             | 24 e 25 de maio de 2002                    |                                                          |
| Raimundos                                     | 13 de setembro de 2002                     | Turnê do álbum Kavookavala                               |
| Leonardo                                      | 12 e 13 de outubro de 2002                 | Show de lançamento do álbum Te Amo Demais                |
| Sepultura                                     | 23 de março de 2003                        | Turnê do álbum Revolusongs                               |
| Rouge                                         | 06 e 9 de julho de 2003                    |                                                          |
| Raça Negra                                    | 4 de setembro de 2003                      |                                                          |
| Skank                                         | 27 e 28 de setembro de 2003                | Turnê do álbum Cosmotron                                 |
| Roberto Carlos                                | 11, 12, 15 e 16 de novembro de 2003        |                                                          |
| Os Paralamas do Sucesso                       | 14 de novembro de 2003                     | Gravação do DVD "Uns Dias Ao Vivo"                       |
| Rouge                                         | 22 e 23 de janeiro de 2004                 |                                                          |
| Skank                                         | 27 de março de 2004                        | Turnê do álbum Cosmotron                                 |
| Rionegro & Solimões                           | 01 de abril de 2004                        | Gravação do DVD "De Bem com a Vida"                      |
| Roupa Nova                                    | 23 e 24 de abril de 2004                   | Gravação do DVD "Roupa Acústico"                         |
| Bruno & Marrone                               | 7 de maio de 2004                          | Gravação do DVD "Ao Vivo"                                |
| Ney Matogrosso e Pedro Luís e a Parede        | 21 e 22 de maio de 2004                    |                                                          |
| Teodoro & Sampaio                             | 6 de julho de 2004                         | Gravação do DVD "Ao Vivo Convida"                        |
| Edson & Hudson                                | 30 de julho de 2004                        |                                                          |
| Francis Lopes                                 | 20 de setembro de 2004                     | Gravação do DVD "Francis Lopes Ao Vivo"                  |
| Chitãozinho & Xororó                          | 5 de novembro de 2004                      | Show de lançamento do álbum Aqui o Sistema é Bruto       |
| Zezé Di Camargo & Luciano                     | 10 de dezembro de 2004                     |                                                          |
| Zezé Di Camargo & Luciano                     | 28 de março de 2005                        | Finalização das gravações do filme 2 Filhos de Francisco |
| Sepultura                                     | 3 de abril de 2005                         | Gravação do DVD "Live in São Paulo"                      |
| Limão com Mel                                 | 28 de abril de 2005                        | Gravação do DVD "Ao Vivo no Olympia"                     |
| Ney Matogrosso e Pedro Luís e a Parede        | 15 e 16 de julho de 2005                   | Gravação do DVD "Vagabundo: Ao Vivo"                     |
| Rouge                                         | 24 de julho de 2005                        |                                                          |
| Rick & Renner                                 | 24 e 25 de julho de 2005                   | Gravação do DVD "Rick & Renner e Você"                   |
| Babado Novo                                   | 19 de agosto de 2005                       | Turnê do álbum "Uau! Ao Vivo em Salvador"                |
| Cezar & Paulinho                              | 31 de agosto de 2005                       | Gravação do DVD "Amor Além da Vida"                      |
| Bruno & Marrone                               | 2 de outubro de 2005                       |                                                          |
| Guilherme & Santiago                          | 28 e 29 de outubro de 2005                 |                                                          |
| Toque no Altar                                | 8 de novembro de 2005                      | Gravação do álbum Toque no Altar e Restituição           |
| O Rappa                                       | 10 de novembro de 2005                     | Turnê do álbum Acústico MTV                              |
| Banda Calypso                                 | 25 de novembro de 2005                     | Turnê "Isso é Calypso" ∙ Gravação do DVD ''No Olympia''  |
| Bruno & Marrone                               | 01 e 2 de abril de 2006                    | Último show no Olympia                                   |
| Althair & Alexandre                           | 2006 - 2007                                | Do Jeito Que a Galera Gosta                              |